# Стшемешна-Перша
Стшемешна-Перша (пол. Strzemeszna Pierwsza) — село в Польщі, у гміні Черневиці Томашовського повіту Лодзинського воєводства.
Населення — 105 осіб (2011).
У 1975-1998 роках село належало до Пйотрковського воєводства.

## Демографія
Демографічна структура станом на 31 березня 2011 року:
|          | Загалом | Допрацездатний вік | Працездатний вік | Постпрацездатний вік |
| -------- | ------- | ------------------ | ---------------- | -------------------- |
| Чоловіки | 54      | 14                 | 34               | 6                    |
| Жінки    | 51      | 11                 | 29               | 11                   |
| Разом    | 105     | 25                 | 63               | 17                   |